# IDMS

Logo de l'entreprise CA Technologies, propriétaire d'IDMS

IDMS (Integrated Database Management System - Système de gestion de base de données intégré) est un système de gestion de base de données réseau pour les ordinateurs centraux (CODASYL).
Il a été développé à l'origine par la société Goodrich à partir du système Integrated Data Store (en) (IDS) de General Electric, puis a été racheté par CA Technologies en 1989.